# 布尔都里站
布尔都里站是位于拉脱维亚尤尔马拉市的布尔都里街区附近的火车站，托尔尼亚卡尔内斯-图库姆斯铁路线经过此站。